# لوحات متوهجة
اللوحات المتوهجة هي صفائح من الزجاج أو البلاستيك تتوهج عندما يتم تسليط الضوء على إحدى حوافها.
ويمكن أن يكون مصدر الضوء للوح المتوهج اصطناعيًا، مثل ضوء مصباح فلوريسنت، أو طبيعيًا، مع شعاع الشمس المسلط بصورة مباشرة على اللوح أو الممرر له بواسطة نظام ألياف بصرية.
وهناك جهد مشترك بين جامعة ولاية فلوريدا ومختبر أوك ردج الوطني لتصميم "لوح ضوئي حلزوني للتفاعلات الحيوية"، يتكون من لوح من الزجاج البلاستيكي محفور بدقة ومدمج داخل شكل حلزوني.
وبصرف النظر عن أغراض الإضاءة الجمالية أو النفعية، هناك اهتمام كبير باستخدام اللوحات المتوهجة كمصدر للضوء يأتي من التطورات الأخيرة في زراعة الطحالب.

## وصلات خارجية
- Algae used to mitigate carbon dioxide emissions The energy blog
- Fabrication of spiral bio-reactor light sheets Student abstracts: engineering at ORNL